# Udmurtere
Udmurtere eller votjaker er et finsk-ugrisk folk, bosat fortrinsvis i området mellem floderne Kama og Vjatka, nord for Volga og indtil Uralbjergene, i Rusland. De taler overvejende udmutisk, men tillige russisk. I alt omkring 636.000 lever i Rusland, hovedsageligt i Republikken Udmurtien, hvor de udgør 32% af befolkningen. I Republikken Tatarstan lever mellem 205.000 og 235.000 udmurter, eller 5,9% af befolkningen der; i Republikken Basjkortostan lever omkring 20.000. I øvrigt findes mindre grupper i blandt andet Kirov oblast, Perm kraj og Republikken Marij El i Rusland, samt i Kazakstan (16.000 ifølge opgivelser fra 1989), Ukraina og Uzbekistan. De er nærmest beslægtede med komier.

## Udbredelse
Udmurterne lever på Urals vestside på bredderne langs floderne Kama, Vjatka og disses bifloder Tšeptsa, Kilmez, Ižj. Omkring halvdelen af deres bosætningsområde er dækket af skov, mod nord nåletræ, mod syd løvtræ; resten er overvejende landbrugsjord.
Udmurterne bor fortrinsvis i deres egen autonome republik mens desuden i Baškorthostan, Tatarstan, Perm og Kirov oblaster samt i Mari EL (mariernes republik).

## Historie
De ældste spor af bosættelser i utmurternes udbredelsesområde stammer fra paleolitikum. Deres forfædre beboede i begyndelsen områder omkring Tjeptas mellemste og øvre løb men udstrakte senere deres bosættelsesområde til Vjatka og Kama. 2000 f.Kr. flyttede komiernes forfædre nordpå, mens udmurterne forblev på deres oprindelige bopladser.
Udmurternes historiske baggrund ligner mordvinernes og mariernes. Fra 700-800-tallet befandt udmurterne sig under bulgarernes overhøjhed, indtil tatarerne i 1236 undertvang sig det bulgariske rige. Talrige volgabulgariske lånord vidner om en dybtgående indflydelse på jordbrug, byggeteknik og samfundsstruktur. Dette er det væsentligste træk, som adskiller utmurterne fra komierne.
Udmurterne var underlagt Den Gyldne Horde i 1200-tallet, og Kazan-khanatet i 1300- og 1400-tallet. Lige som mordviner og marier bidrog også udmurter med soldater til tatarernes angreb på Europa. Den tatariske overhøjhed indebar for udmurterne en kulturel tilbagegang, men samtidig fik de også del i tatarernes særegne kulturarv. Den udmurtiske adels og fyrsternes magt begrænsedes betragteligt. Magten koncentreredes i stedet hos de tatariske administratorer. Krigsmagtens rekvisitioner berørte der imod hele folket. Udmurterne deltog gentagne gange i frugtløse oprørsforsøg mod tatarerne.

### Under russisk overhøjhed
Udmurterne var oprindeligt shamanister men flertallet konverterede til islam inden russerne, som de kom i kontakt med i 1200-tallet, erobrede deres land i 15- og 1600-tallet (især 1552 under Ivan IV). Et biskopssæde etableredes i deres område, i Vjatka 1636, men ikke før i 1740'erne gik et omvendelsearbejde i gang for alvor. Udmurterne er i dag fortrinsvis russisk-ortodokse kristne, men en del er muslimer, og shamanisme findes endnu, omend fortrinsvis som et kulturelt træk (i 1800-tallet opstod dog antikristne sekter, som udsattes for forfølgelser). Endnu 1897 regnede man med, at det fandtes 31.488 udøbte (af en befolkning på 420.976).
Den russiske periode indledtes med en russificering af den udmurtiske adel. Bønderne blev livegne i de områder, hvor adel og kirke havde magten. Den russiske kolonialisme og det russiske tryk havde til følge, at udmurterne flere gange gjorde oprør eller sluttede sig til sådanne, fx det basjkiriske oprør 1705-1711 og Pugatjovs bondeoprør 1773-75.

### Udmurtiske ASSR
Den 21. januar 1921 oprettedes "Votjakernes autonome område", et område i det tidligere gouvernement Vjatka, på 30.355 km2 og med en befolkning på 756.284 indbyggere i 1926 hvoraf 55% var udmurter, resten russere. Formelt skulle Udmurtiske ASSR sikre udmutisk sprog og kultur, men denne målsætning blev undergravet af en omfattende befolkningstilflytning fortrinsvis af russere gennem hele sovjetperioden:
| Folkegruppe  | Folketælling 1926 | Folketælling 1939 | Folketælling 1959 | Folketælling 1970 | Folketælling 1979 | Folketælling 1989 | Folketælling 2002 |
| ------------ | ----------------- | ----------------- | ----------------- | ----------------- | ----------------- | ----------------- | ----------------- |
| Udmurter     | 395,607 (52.3%)   | 480,014 (39.4%)   | 475,913 (35.6%)   | 484,168 (34.2%)   | 479,702 (32.1%)   | 496,522 (30.9%)   | 460,584 (29.3%)   |
| Bessermanere | 9,200 (1.2%)      | 480,014 (39.4%)   | 475,913 (35.6%)   | 484,168 (34.2%)   | 479,702 (32.1%)   | 2,998 (0.2%)      |                   |
| Russere      | 327,493 (43.3)    | 679,294 (55.7%)   | 758,770 (56.8%)   | 809,563 (57.1%)   | 870,270 (58.3%)   | 945,216 (58.9%)   | 944,108 (60.1%)   |
| Tatarer      | 19,248 (2.5%)     | 40,561 (3.3%)     | 71,930 (5.4%)     | 87,150 (6.1%)     | 99,139 (6.6%)     | 110,490 (6.9%)    | 109,218 (7.0%)    |
| Andre        | 4,716 (0.6%)      | 19,481 (1.6%)     | 30,314 (2.3%)     | 36,794 (2.6%)     | 43,061 (2.9%)     | 53,435 (3.3%)     | 53,408 (3.4%)     |

Fra at have udgjort et flertal af den autonome republiks indbyggere endte udmurterne som et mindretal.

## Levevis
Udmurternes traditionelle næringsvej er agerbrug, fortrinsvis rug, byg, havre og hvede, mens husdyrhold har spillet en mindre rolle. I sovjettiden voksede husdyrholdets betydning. Desuden har jagt, fiskeri og biavl spillet en rolle. I 1900-tallet blev et stort antal udmurtere industriarbejdere eller gik ind i andre byerhverv.

## Religion
Udmurterne er overvejende tilhængere af Den russisk-ortodokse kirke, selvom ca. 4% har tilsluttet sig "Udmurt Vos", en traditionel naturreligion, der fortsat er levende, især blandt de sydlige udmurtere.